# David Tyree
David Mikel Tyree (født 3. januar 1980 i Livingston, New Jersey, USA) er en tidligere amerikansk footballspiller, der spillede i NFL som wide receiver for henholdsvis New York Giants og Baltimore Ravens.
Tyree var i 2008 en del af det New York Giants-hold, der vandt Super Bowl XLII efter en overraskende sejr over New England Patriots. Tyree fik en helt speciel rolle i kampen, da han under Giants afgørende angrebsserie lavede et utroligt spil ved, delvist med hjelmen, at gribe et langt kast fra quarterbacken Eli Manning. Havde Tyree ikke grebet bolden ville sejren være gået til Patriots. Få sekunder senere scorede Plaxico Burress imidlertid det afgørende touchdown.

## Klubber
- 2003-2008: New York Giants
- 2009: Baltimore Ravens